# 七瀨彩夏
七瀨彩夏（日语：／ Nanase Ayaka，1994年7月11日—）是日本的女性聲優，東京都出身。血型B型。AXL ONE所屬。

## 人物
聲優學校AXLZERO的3期生，2015年4月1日開始加入AXL ONE。
2018年，獲得第12回聲優獎的新人女優賞。

## 演出作品
※粗體字為主要角色。

### 電視動畫
2015年
- Go! Princess 光之美少女（綺羅的粉絲）
- 俺物語！！（小學生2）
- 與魔共舞（女學生）

2016年
- 只有我不存在的城市（阿修）
- 暗殺教室（森）
- 拉格納強襲天使（作業員）
- Battle Spirits Double Drive（小孩A、小孩）
- Anne Happy ♪（女子）
- 吸血鬼僕人（城田真晝〈小孩時代〉、悠莉[4]、廣播、女子）
- 時間旅行少女～真理、和花與8名科學家～（保育園的老師）
- 歌之王子殿下 真愛傳奇之星（音也（幼少期））
- 超心動！文藝復興（女子學生）
- 星夢筆記（女孩子）
- 文豪Stray Dogs 2nd SEASON（卡爾）

2017年
- 見習神仙 秘密的心靈（荔枝）
- SUPER LOVERS 2（手機店的店員）
- 偶像時間星光樂園（女學生、瑠衣、女孩子）
- 王室教師海涅（布魯諾〈幼少期〉）
- 櫻花任務（木春由乃[5]）
- 覆面系NOISE（女高中生2）
- 妖怪公寓的優雅日常（一年生女子C）
- 時間支配者（女子A）
- 結城友奈是勇者 -鷲尾須美之章-
- 側車搭檔（村田泉美）
- 新哆啦A夢（小孩子）

2018年
- POP TEAM EPIC（少女A）
- 多田君不戀愛（女子、猫）
- 漫畫女孩（虹野美晴）
- 惡魔高校D×D HERO（女子）
- 輕羽飛揚（選手）
- 前進吧！登山少女 Third Season（美緒[6]、女性記者）
- 中間管理錄利根川（權田的女友）
- LORD of VERMILION 紅蓮之王（女學生）
- KIRA KIRA HAPPY★ 打開吧！見習神仙精靈（望月未來、男孩子、小畑翼〈幼少〉、女性客）
- 終將成為妳（女學生）
- 只要別西卜大小姐喜歡就好（女性職員）
- 弦音－風舞高中弓道部－（白菊乃愛）

2019年
- B-PROJECT～絕頂＊Emotion～（助手）
- 幻影天使（草摩藉真〈幼年〉）
- 異世界超能魔術師（梅莉西亞）
- 街角魔族（梅塔子）
- 在地下城尋求邂逅是否搞錯了什麼II（莎麗）
- 這個勇者明明超TUEEE卻過度謹慎（弗拉拉）
- 籃球少年王（小學生）

2020年
- 籃球少年王（少女、山本）
- 科學超電磁砲T（委員）
- 索瑪麗與森林之神（店員）
- 異種族風俗娘評鑑指南（魯魯）
- 輝夜姬想讓人告白？～天才們的戀愛頭腦戰～（女學生）
- 闇影詩章（棒球少年）
- 阿拉德:逆轉之輪（龍族的少女）
- 突擊莉莉 BOUQUET（伊東閑[7]）
- 請問您今天要來點兔子嗎？ BLOOM（小孩）
- Healin' Good ♥ 光之美少女（秀一）
- 攀岩！ -Climbing Girls-（女孩子）

2021年
- 無職轉生～到了異世界就拿出真本事～（護士）
- WIXOSS DIVA(A)LIVE（同班同學B、女學生B）
- 蠟筆小新（河井ひとみ）
- 比方說，這是個出身魔王關附近的少年在新手村生活的故事（街上的女性）
- 暮蟬悲鳴時業（跟班）
- 堀與宮村（女學生）
- 文豪Stray Dogs 汪！（卡爾）
- 本田小狼與我（禮子）
- BLUE REFLECTION RAY/澪（學生、友人）
- 不要欺負我，長瀞同學（女兒）
- 神奇柑仔店（津川萌美）
- EDENS ZERO 伊甸星原（B·CUBER）
- 女神宿舍的管理員。（早乙女亞典娜）
- 瓦尼塔斯的手札（諾亞〈少年時代〉）
- 現實主義勇者的王國重建記（克莉絲·塔奇歐）
- 暮蟬悲鳴時卒（學生）
- 陰陽眼見子（ひとえ）
- 鬼滅之刃 無限列車篇（女性鬼殺隊員）
- 海賊王女（メアリ）
- 境界戰機（槙瑞涼）

2022年
- 秘密內幕～女警的反擊～（女子小學生）
- 蠟筆小新（鹽野留美）
- 女忍者椿的心事（虎杖[8]）
- Healer Girl 歌癒少女（同級生）
- 街角魔族 2丁目（梅塔子）
- 盛開的阿斯諾特莉亞 吸！（トトン）
- 書蟲公主（艾琳·帕爾卡斯）
- 前進吧！登山少女 Next Summit（美緒）

2023年
- 弦音－相繫的一射－（白菊乃愛）
- 關於我在無意間被隔壁的天使變成廢柴這件事（女學生）
- 文豪Stray Dogs 4th SEASON（卡爾）
- 開闊天空！光之美少女（聖蝶／蝴蝶天使[9]）
- 第二次被異世界召喚（學生、市民、小孩、女學生、女勇者）
- 和山田談場Lv999的戀愛（瑠奈的同學）
- 英雄教室（卡蓮）
- 暴食狂戰士（萊涅）
- 吹響吧！上低音號3（鈴木美玲[10]）
- 失憶投捕（女學生）
- 吸血鬼男子宿舍（LOVE·COOL）
- Re:Monster（霍布凜）
- 美妙寵物 光之美少女（聖蝶）
- 魔王2099（女學生B）

2025年
- 遲早是最強的鍊金術師？（茜）
- 終究，與你相戀。
- 記憶縫線YOUR FORMA（達莉雅[11]）
- 男女之間存在純友情嗎？（不，不存在！）（井上茉央）
- 離開A級隊伍的我，和從前的弟子往迷宮深處邁進（優蔻）
- 歲月流逝飯菜依舊美味（路人）
- CITY THE ANIMATION（真壁茉莉[12]）
- 被驅逐出勇者隊伍的白魔導師，被S級冒險者撿到（露露[13]）
- 戀上換裝娃娃 Season 2（暦的友人）

2026年
- 「憑妳也想討伐魔王？」被勇者小隊逐出隊伍，只好在王都自在過活（芙蘭姆·艾布利科德[14]）

### OVA
2016年
- 流浪神差「一起拍照吧」（少女B）※單行本第16卷限定版附贈DVD

2019年
- 請問您今天要來點兔子嗎？？ 〜Sing For You〜（小孩子們）

### 劇場版動畫
2018年
- 劇場版 吸血鬼僕人 -Alice in the Garden-（ユリー）
- 莉茲與青鳥（管樂團成員）

2019年
- 劇場版 吹響吧！上低音號～誓言的终章～（鈴木美玲）
- HELLO WORLD（女學生）
- BLACKFOX 黑狐（石動律花／百合[15]）

2021年
- 銀河騎士傳 織愛之星（八番艦管制官）
- 讓我聽見愛的歌聲（廣播）

2023年
- 特別篇 吹響吧！上低音號～合奏團競賽篇～（鈴木美玲[16]）

2024年
- 美妙寵物 光之美少女！The Movie！心跳不已♡遊戲世界大冒險！（聖蝶／蝴蝶天使[17]）

2025年
- 電影Idol光之美少女你與我♪（聖蝶／蝴蝶天使[18]）

### 網路動畫
2016年
- 哨聲響起 重配版（櫻井美雪）[19]

### 遊戲
2015年
- 問答RPG 魔法使與黑貓維茲（莎潔[20]、淺蔥·卡姆拉那）
- DYNAMIC CHORD feat.KYOHSO

2016年
- 幻獸姬（蘭斯洛特）
- SA7 SILENT ABILITY SEVEN（有働麻衣）
- Crystal of Reunion（奈奈）
- 彗星的愛爾娜蒂雅（安雪拉）
- 魔女異聞錄：伊絲塔利亞傳說（卡夏、長門）
- Blackish House sideA→（三嶋杏[21]）
- 魔物娘☆後宮（芙蕾[22]）
- 雷子-紺碧之章-（靈姑孚）

2018年
- 食用系少女（小圓[23]）

2019年
- 碧藍航線（勇敢，獵人，U-37）

2020年
- 軒轅劍柒（日文版，褚紅）

2021年
- 閃耀幻想曲（虹野美晴）

### 廣播劇CD
2015年
- 王樣老師（女性店員）
- 我與愛麗絲與世界的終結〜IN WONDERLAND〜（柴郡貓[24]）

## 外部連結
- 事務所官方簡歷 （页面存档备份，存于）（日語）
- 七瀨彩夏的X（前Twitter）（日語）